# Holtet (Aalborg Kommune)
 For alternative betydninger, se Holtet. (Se også artikler, som begynder med Holtet)
Holtet er en landsby i Aalborg Kommune beliggende ca. tre km sydøst for Gandrup. Navnet henviser til, at der på et tidspunkt har været skov hvor byen ligger. Landsbyen har godt 30 huse og en aktiv idrætsforening, som tillige virker som borgerforening.:50, 78
Frem til sidst i 1800-tallet bestod Holtet blot af en gård og fra 1860 en vindmølle.:53
I 1899 blev Sæbybanen mellem Nørresundby og Sæby åbnet med station i Gandrup.:50 Holtets beliggenhed, hvor vejene mellem Gandrup, Hals og Gåser mødes, gav basis for at Thorvald Bech i 1909 kunne etablere et købmandsforretning. Forretningen ekspanderede og omfattede i perioder tillige møllen og en smedje.:57, 62 Købmandsforretningen blev i 1975 begrænset til grovvarehandel, som stoppede i 1993.:62
I 1911 blev der etableret et andelsmejeri, som var i drift frem til 1979, de sidste 10 år dog som privatejet mejeri. Til mejeriet hørte en bygning, som virkede som forsamlingshus.:60 Fra 1942 til 1972 var der bageri i byen. Under vejs var der tillige dyrlæge, en mindre købmand samt et antal håndværksmestre i byen.